# Bernt Johansson (konstnär)

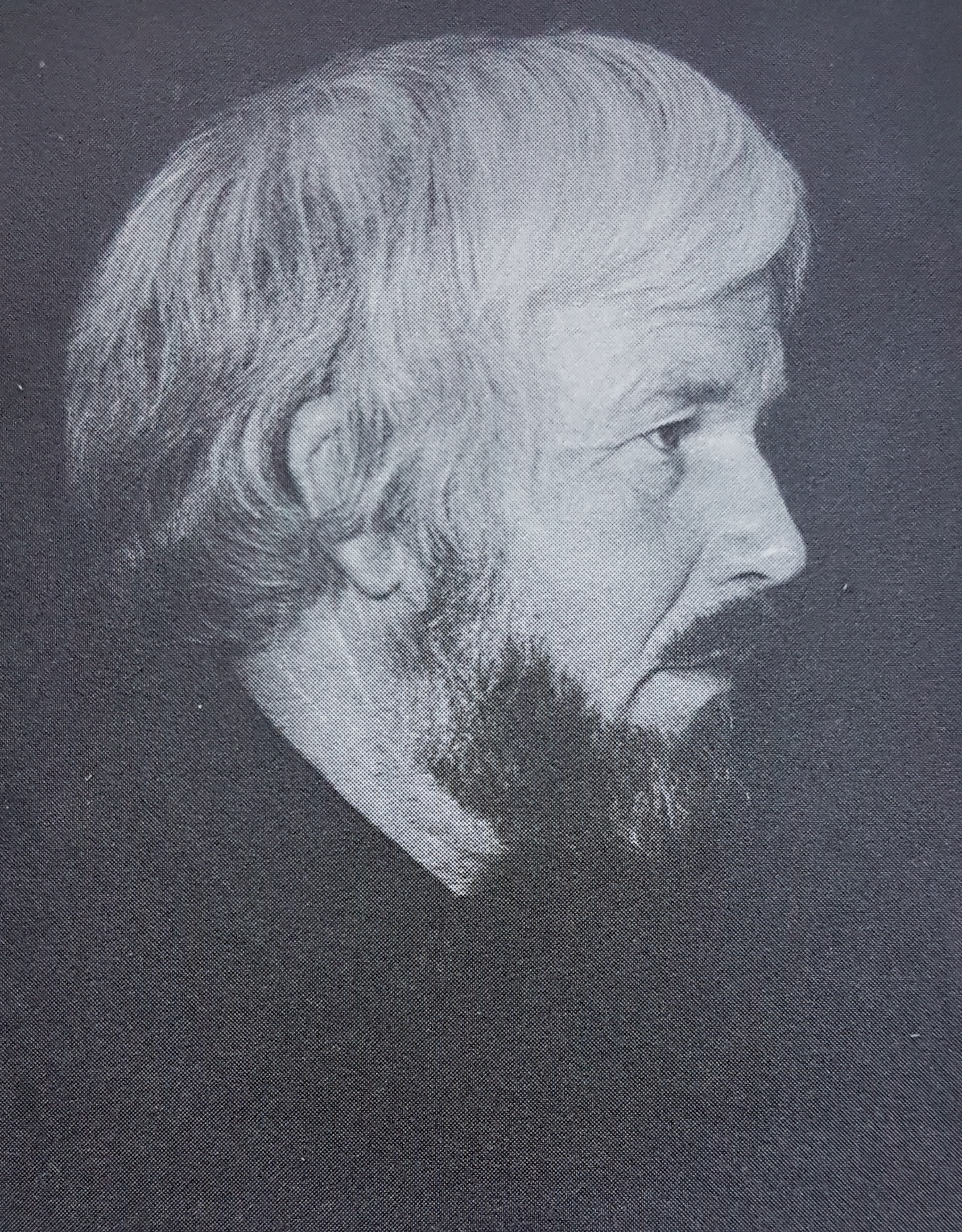
Bernt Johansson

Bernt Sigfrid Johansson, född 13 juni 1922 i Hasselfors Skagershults socken, Örebro län, död 20 mars 2001 i Karlskoga, var en svensk tecknare och grafiker. 
Johansson, som var son till målaren Sigfrid Johansson och Jenny Larsson, studerade konst för Nils Wedel vid Slöjdföreningens skola i Göteborg 1949–1952, under hans sista studieår fick han även förtroendet att vara biträdande lärare vid skolan.
Johansson deltog i ett stort antal samlingsutställningar, bland annat Unga tecknare på Nationalmuseum, Örebro konstförenings utställningar 1951–1955 och Värmlands konstförenings utställningar 1952–1956. Separat visade han sina verk i Stockholm och Göteborg 1952, Kristinehamn och Karlskoga 1955 samt i ett par avlägsnare landsortsstäder.
Hans produktion bestod av landskap, stadsbilder och figurstudier. Han illustrerade 1947 Daniel Harbes bok Skagershult. En Närkesocken.  
Johansson är representerad på Nationalmuseum i Stockholm, Värmlands museum i Karlstad, Örebro läns landsting, samt i flera museer och offentliga förvaltningar i Sverige.
Bernt Johansson är gravsatt på Gamla kyrkogården i Karlskoga.